# Wachenheim (Pfrimm)
Pour les articles homonymes, voir Wachenheim.
Wachenheim est une municipalité allemande située dans le land de Rhénanie-Palatinat, arrondissement d'Alzey-Worms et appartient à la commune fusionnée de Monsheim (Verbandsgemeinde). Elle est située au bord de la Pfrimm dans le Zellertal qui est traversé par la Bundesstraße 47 (route fédérale 47).

## Histoire
Wachenheim est cité pour la première fois dans un acte de donation du 29 août 765 de l'abbaye de Lorsch dans le Codex de Lorsch.
Il est fait référence à Wachenheim (département du Mont-Tonnerre dans le bulletin des lois de l'Empire français du 15 janvier 1812 alors que Napoléon est protecteur de la confédération du Rhin établissant des écoles spéciales de chimie pour la fabrication du sucre de betterave à Plaine des Vertus, Wachenheim, Douai, Strasbourg et Castelnaudari.
Après le congrès de Vienne, Wachenheim est rattaché au grand-duché de Hesse.

## Politique
Liste des Maires (Ortsbürgermeister) de Wachenheim
- 1951–1979 Karl Würth
- 1979–1982 Willi Johannes (SPD)
- 1982–1984 Dieter Jürgen Günther
- 1984–1988 Jakob Becker (SPD)
- 1988–1992 Regina Johannes (SPD)
- 1992–1994 Karl Liesy (SPD)
- 1994–2004 Wolf Dieter Egli (FWG)
- 2004 – actuel Dieter Heinz (FWG)

## Monuments historiques
Wachenheim possède 5 monuments inscrits à la liste des monuments historiques de la Rhénanie Platinat (Denkmalliste des Landes Rheinland-Pfalz) :
- Evangelische Pfarrkirche
- Hofanlagen
- Burg Wachenheim (Hofgut Lüll)
- Rathaus
- Weinbergshaus

## Divers
Elle est jumelée avec Cuisery.

## Source
- (de) Cet article est partiellement ou en totalité issu de l’article de Wikipédia en allemand intitulé « Wachenheim (Pfrimm) » (voir la liste des auteurs).